# 洋屿航标灯塔
洋屿航标灯塔，简称洋屿灯塔，位于中国福建省霞浦县海岛乡洋屿岛，以导航灯塔的名义列为霞浦县级文物保护单位，类型为古建筑，公布时间为2003年11月。
洋屿航标灯塔始建于清朝年间，由英国人兴建，是西洋岛的命名来源，且与中国共产党早期人物柯成贵相关。